# Téléphone M24
Pour l’article homonyme, voir M24.

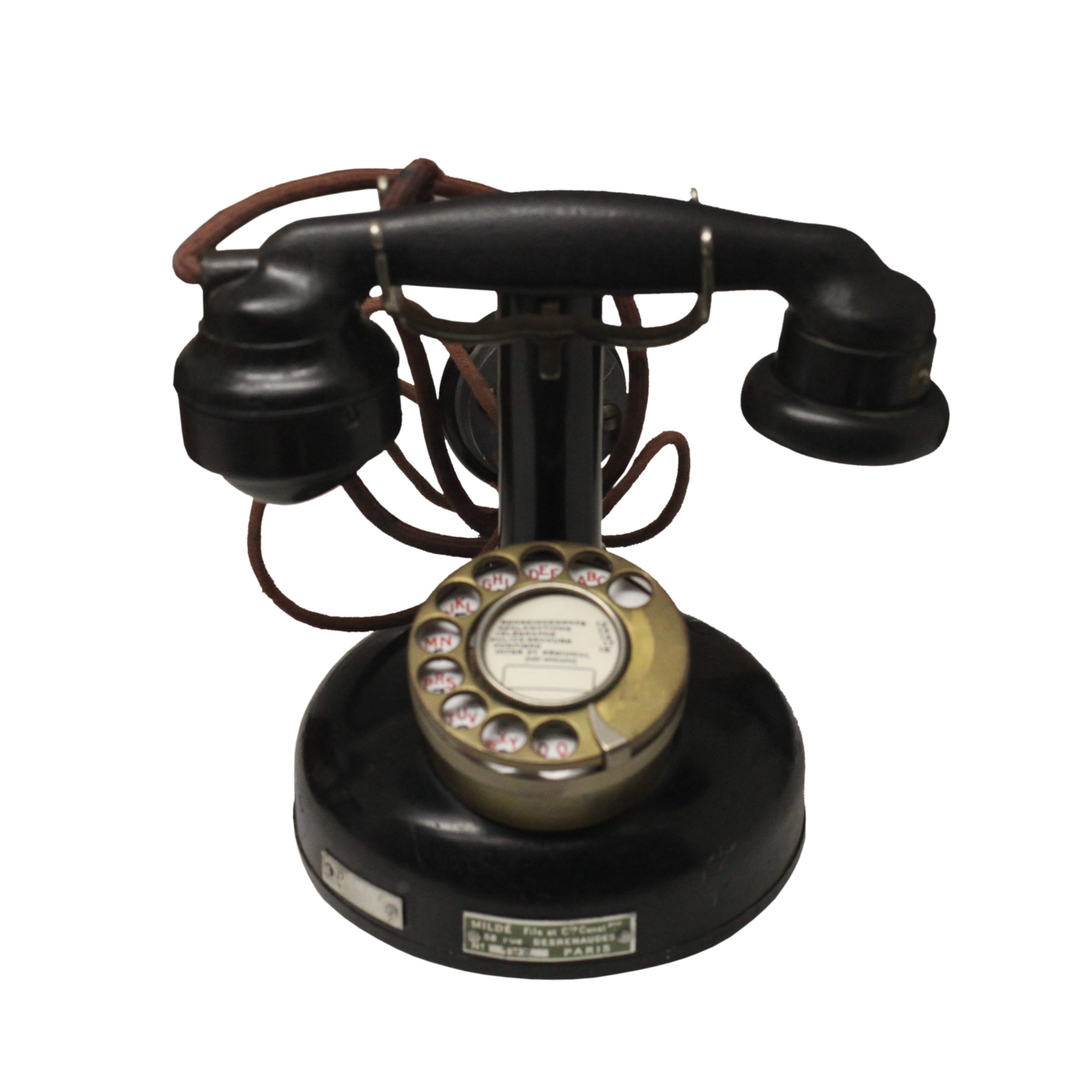
Téléphone M24

Le téléphone M24  (pour modèle 1924) est un poste de téléphone fixe, à cadran rotatif.

## Historique
Fabriqué en France à partir de 1924, afin d'uniformiser les appareils téléphoniques, il est distribué à partir de 1927. Il est remplacé une vingtaine d'années plus tard par le poste U43, lui aussi équipé d'un cadran rotatif,.